# اد گلسپی
اد گلسپی (انگلیسی: Ed Gillespie؛ زادهٔ ۱ اوت ۱۹۶۱) سیاستمدار و لابی‌گر جمهوری‌خواه آمریکایی است. او ۶۱مین رئیس کمیته ملی جمهوریخواه و مشاور کاخ سفید در دولت جرج دابلیو بوش بود. او در سال ۲۰۱۲ از اعضای کمپین ریاست جمهوری میت رامنی بود.
گیلسپی در انتخابات فرمانداری ویرجینیا در سال ۲۰۱۷ در برابر رلف نورتم نامزد دمکرات قرار خواهد گرفت.